# Lónyay János
Nagylónyai és vásárosnaményi id. Lónyay János (Vásárosnamény, 1796. december 15. – Nagylónya, 1859. november 19.) politikus, beregi alispán, országgyűlési követ, majd Bereg főispáni helytartója.

## Családja
Édesapja id. Lónyay Menyhért (1751–1816), édesanyja Szemere Erzsébet. Három gyermek közül a középsőként született: egy bátyja, Lónyay József (1790–1846) és egy öccse, Lónyay András (1802–1863) volt.
Felesége Lónyay Florenina (1802–1885) hat gyermekkel ajándékozta meg: Albert, Ugocsa megye főispánja (1823–1904), Etelka (1824–1896), Madách Imre szerelme, Kálmán (1824), fiatalon elhunyt, Menyhért (1825-1884), miniszterelnök, pénzügyminiszter, János (1829–1897), Máramaros megye főispánja, és József (1836–1880).
Lónyay Menyhért visszaemlékezéséből megtudhatjuk, hogy a gyermekek neveléséről kezdetben kizárólag édesanyja gondoskodott. Etelka így ír róla visszaemlékezéseiben. "Édes atyám heves természetű, indulatos, határozott jellemű férfiú volt. Ennek daczára édes anyám őt mindig befolyásolta, ő volt segítsége, támasza, tanácsadója. […] Édes atyám nagy hivatalos elfoglaltsága mellett a háztartás, a gyermekek nevelésének gondjai is jobbára édes anyámra hárultak." (Töredékek, 9. o.) Menyhért csak annyit ír róla, hogy kormányzati tisztségei miatt rendszerint távol volt családjától és gyermekei neveltetéséről meglehetősen hiányos információkkal rendelkezett. 

## Élete
1832-ig Bereg vármegye első alispánja, az 1830-ik évi rövid ideig működő országgyűlésen a vármegye egyik követe, később helytartósági, majd udvari kancellári előadó volt. Mint királyi biztos részt vett az 1838-as pesti árvíz mentési munkálataiban, kiváló tevékenységet fejtett ki a lakosság élelmezésének megszervezésében, a rend fenntartásában. Ennek elismeréséül a király belső titkos tanácsossá nevezte ki. Később 1836 és 1845 között pedig Bereg vármegye főispáni helytartója lett.

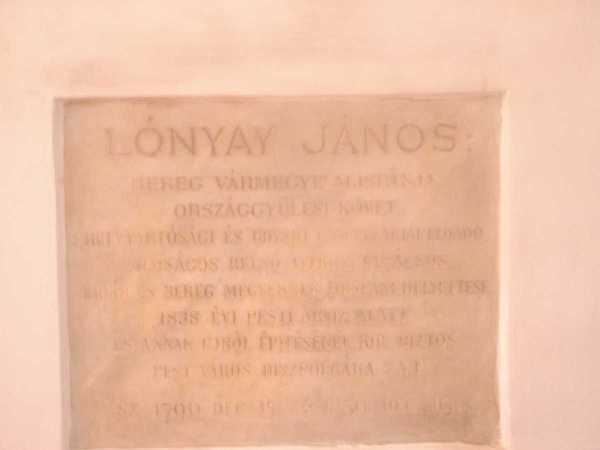
Lónyay János sírtáblája Lónyán, a családi kriptában

Különösen nevezetes volt az 1847-es országgyűlésen játszott szerepe. Úgy vélte, hogy az ország érdekei megkívánják, hogy a magyar sérelmeket a császári udvarral folytatandó tárgyalások útján orvosolják, nehogy a szenvedélyek végső veszélybe sodorják az országot. Ennek módját abban látta, hogy a király megnyugtató leiratot intézzen az országgyűléshez. Céljának több befolyásos politikust nyert meg, többek között Szentkirályi Móricot, Pázmándy Pétert, apját, Lónyay Gábort, valamint fiát, Lónyay Menyhértet. Amikor a siker biztosnak látszott, velük együtt megjelent a nádor előtt és megállapodott vele. A nádor vállalta a királyi leirat kieszközölését, Lónyay és három híve pedig azt, hogy kihirdetik azt az alsóházban és javasolni fogják tudomásulvételét. Lónyay János azt várta ettől, hogy az országgyűlés megmenekül egy véres forradalom rémétől. Terve azonban meghiúsult, mert amikor a királyi leiratot felolvasták, a képviselők többsége viharos ellenzéssel fogadta azt. Szentkirályi Móric és Lónyay Gábor jobbnak látták ilyen körülmények között hallgatni, Pázmándy Péter maga is a leirat ellen szólalt fel, egyedül fia Lónyay Menyhért tartotta magát a megállapodáshoz, de őt lehurrogták.
Ez az eset nagyon megviselte, visszavonult a politikai élettől, sőt távol tartotta magát az 1848-as forradalomtól is. Ugyanakkor megmaradt hű magyarnak. 1849 elején, amikor Windischgrätz herceg bevonult Pestre, Lónyay Jánost azok között emlegették, akit a szabadságharc leverése után császári biztosnak lehetne kinevezni. Ő azonban felháborodottan utasította vissza ezt az ajánlatot.
Visszavonultságából csak egyszer lépett ki, amikor 1857-ben a protestáns sérelmek orvoslására kérte a császárt, de sajnos eredménytelenül.
Lónyay János alapító tagja volt a Beregmegyei kaszinónak, sokat tett annak fejlesztése, felvirágzása érdekében. Amikor az anyagi nehézségekkel küzdött, Eötvös Tamással, Dessewffy Jánossal és másokkal együtt magára vállalta a kaszinó valamennyi költségét. Gyakran könyvadományokkal gyarapította annak könyvtárát.
1859. december 19-én Nagylónyán halt meg, a nagylónyai családi kriptában helyezték örök nyugalomra.